# 红巾特攻队 (游戏)
《红巾特攻队》是一款由太东公司于1985年制作的游戏。游戏在街机和FC游戏机上发行。
游戏的背景为第二次世界大战，玩家控制着日本单翼飞机，目的是要摧毁敌方部队。玩家的飞机配备了机关枪，武器弹药是无限的。天空会根据下午、傍晚和夜晚进行变化。敌方部队有轰炸机，也有陆地和海洋上的单位。